# 5203 Pavarotti
5203 Pavarotti eller 1984 SF1 är en asteroid i huvudbältet som upptäcktes den 27 september 1984 av den tjeckiske astronomen Zdeňka Vávrová vid Kleť-observatoriet. Den är uppkallad efter den italienska operasångaren Luciano Pavarotti.
Asteroiden har en diameter på ungefär 5 kilometer.